# Chas Gerretsen
Chas Gerretsen (Groningen, 22 de julio de 1943) es un fotógrafo de guerra y fotoperiodista neerlandés. Sus fotografías de conflictos armados, películas de Hollywood y retratos de celebridades han sido publicadas en muchas de las principales revistas del mundo. En 1973 ganó el Premio Medalla de Oro Robert Capa junto a David Burnett y Raymond Depardon.

## Biografía
Gerretsen dejó los Países Bajos a los 16 años, y tras viajar por Europa durante dos años, inmigró a Australia en 1961. Se inició como fotógrafo mientras trabajaba como cazador de cocodrilos en la Península del Cabo York (Queensland, Australia). En 1963 inmigró a los Estados Unidos, y mientras trabajaba como cowboy en Texas compró su primera cámara de video.
En 1967 viajó a Singapur e «hizo dedo» desde Malasia a Bangkok (Tailandia), y vía Kanchanaburi al Paso de las Tres Pagodas, donde pasó tres meses con los rebeldes pro-U Nu de Birmania bajo el comando del General Bo Yan Naing. Viajó por Laos, Camboya y entró en Vietnam del Sur en 1968 con el equivalente de 0,75 dólares en su bolsillo. En 1969 dejó Vietnam y cubrió las inundaciones en Pakistán Oriental antes de regresar a Europa.
Desde 1970 a 1975, Chas continuó cubriendo guerras, perturbaciones políticas, elecciones, sequías y conflictos en Camboya, Vietnam del Sur, Chile, Argentina, Colombia, Venezuela, República Dominicana y el Perú. Su fotografía de Augusto Pinochet, tomada el 18 de septiembre de 1973, durante el te deum en la Iglesia de la Gratitud Nacional, se ha vuelto una de las más icónicas de su carrera. Entre 1975 y 1989 vivió en Hollywood, trabajando en la promoción de películas.
Sus archivos están almacenados en el Museo de Fotografía de los Países Bajos.

## Publicaciones
•2021 ”Apocalypse Now: The Lost Photo Archive” (Inglés) ISBN  978-3791388083
•2021 “Starring Chas Gerretsen” (Protagonistas Chas Gerretsen)  (Inglés) ISBN  978-9462264069 Publicado con motivo de la primera exposición retrospectiva de la obra del fotógrafo Chas Gerretsen, este libro presenta todas las fotografías de la exposición en el Nederlands Fotomuseum junto con material de archivo. Desde muy joven, Gerretsen mostró una gran inclinación por la aventura. Trabajó como fotógrafo de guerra en Vietnam y estuvo sobre el terreno durante el golpe de Estado chileno de 1973. Más tarde se instaló en Hollywood, donde fotografió a numerosas celebridades y estuvo presente en el rodaje de "Apocalypse Now", de Francis Coppola. Con un ensayo de la comisaria Iris Sikking, que ha examinado miles de imágenes para elaborar una selección que refleje fielmente la polifacética carrera de Gerretsen. 
•2021 “In de Hoofdrol Chas Gerretsen”(Protagonistas Chas Gerretsen)  (Holandés) ISBN  978-9462264090
•2021 “Het wonderbaarlijke en vreemde leven van Chas Gerretsen” (Dutch) ISBN  978-9024434473 The  La autobiografía se escribió originalmente en inglés ("La maravillosa y extraña vida de Chas Gerretsen") y se tradujo al neerlandés. No se ha publicado en español.
•2023 "Chile. El archivo fotográfico 1973-74" (Español) ISBN  978-84-19233-62-2 Un recuerdo visual de Santiago de lo que fue la vida durante el tumultuoso año 1973, el violento derrocamiento militar del Presidente democráticamente elegido Salvador Allende el 11 de septiembre. Y un año después, bajo la junta militar del general Augusto Pinochet. 
•2023 "Chile The Photo Archive 1973/74" (Inglés) ISBN 978-9462264847